# Wohn- und Wirtschaftsgebäude Braak 15
Das Wohn- und Wirtschaftsgebäude Braak 15 in der niedersächsischen Samtgemeinde Land Hadeln, Gemeinde Oberndorf, im Landkreis Cuxhaven, stammt aus der zweiten Hälfte des 19. Jahrhunderts. Aktuell (2024) wird es als Wohnhaus genutzt.
Das Gebäude steht unter Denkmalschutz (siehe auch Liste der Baudenkmale in Oberndorf (Oste)).

## Geschichte und Beschreibung
Oberndorf an der Oste wurde 1316 erstmals urkundlich erwähnt. Der Ortsteil Bentwisch direkt am rechten, westlichen Ufer der Oste ist eine Deichreihensiedlung mit streifenförmiger Parzellen für die Siedler in den Marschen.
Das eingeschossige zum Deich giebelständige Gebäude als Zweiständer-Hallenhaus in Fachwerk als Unterrähmverzimmerung mit Steinausfachungen und mit reetgedecktem Satteldach mit Fledermausgauben, stammt von um 1864. Es ist Bestandteil einer ehemaligen Hofstelle westlich der Oste. Am Wirtschaftsgiebel ein überkragender Krüppelwalm sowie die Groote Door mit Segmentbogen. Beide oberen Giebeldreiecke wurden regionaltypisch senkrecht verbrettert. An der Südtraufe steht eine deutlich jüngere Veranda.
Das Landesdenkmalamt befand u. a.: „… typischen Deichreihensiedlung mit sehr schmalen Parzellenstreifen …“